# Taga
|  | Per a altres significats, vegeu «Taga (desambiguació)». |

El Taga és una muntanya de 2040 m situada al Ripollès, a la serra de Conivella, separada de la serra Cavallera per la portella d'Ogassa. La seva posició dominant sobre les valls del Freser i del Ter la fa un punt de referència de la comarca; a més, és un mirador excel·lent dels cims del Pirineu, des del Puigmal al Canigó. Malgrat no superar el límit altitudinal per a bosc potencial, la seva part superior es troba totalment desforestada i ocupada per prats de pastura, com la serra Cavallera.

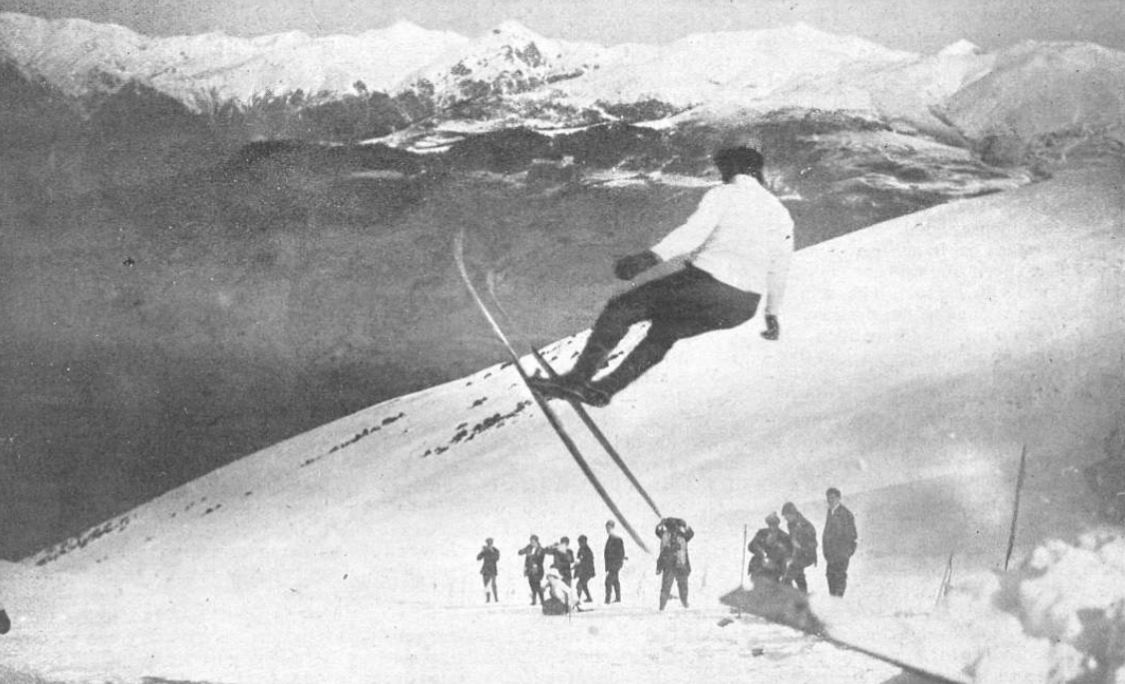
Proves d'esquí el 1912

Els municipis més propers són Bruguera, Ribes de Freser, Ogassa (al qual pertany) i Pardines. És un dels límits de la vall del Segadell.
A inicis del segle xx, fou escenari de diverses proves d'esquí.
Al cim s'hi troba un vèrtex geodèsic (referència: 290083001).
El Taga està inclòs al llistat dels 100 cims de la FEEC 